# Jacob Axelsson Lindblom
Jakob Axelsson Lindblom (Skeda, 27 luglio 1746 – Linköping, 15 febbraio 1819) è stato un arcivescovo luterano e storico svedese, Arcivescovo di Uppsala dal 1805 fino alla sua morte.

## Biografia
Lindblom nacque a Skeda, in Östergötland, ed era figlio di un ecclesiastico. Ricevette l'istruzione secondaria al ginnasio di Linköping ed entrò all'Università di Uppsala nel 1763. Qui ebbe come docenti il filologo Johan Ihre ed il latinista Petrus Ekerman.
Fu precettore al servizio di un'importante famiglia in Livonia dal 1764 al 1766 e tornò ad Uppsala dove ottenne il philosophiae magister nel 1770. Dopo aver lavorato come docente e bibliotecario presso la biblioteca universitaria di Uppsala, divenne professore straordinario nel 1779 e professore Skyttean di Eloquenza e Scienza Politica nel 1781, alla morte del suo mentore Ihre. Pubblicò una storia della letteratura romana (Illustriores linguæ Romanæ critici) e collaborò con Ihre al Lexicon Latino-Svecanum, che terminò nel 1790. Fu un proficuo produttore di opere storiche, letterarie e di altri ambiti, ma non è considerato particolarmente originale nella sua produzione accademica.
Lindblom era molto apprezzato da re Gustavo III, che lo nominò vescovo di Linköping nel 1786, nonostante non fosse ancora stato ordinato (rimediò pochi giorni dopo la nomina). Come vescovo fu successore di Uno von Troil, divenuto Arcivescovo di Uppsala (primate della Chiesa di Svezia), e nel 1805 gli succedette di nuovo, stavolta come primate di Uppsala.

## Successione apostolica
- Papa Clemente VII
- Vescovo Petrus Magni
- Arcivescovo Laurentius Petri
- Vescovo J.J. Vestrogothus
- Vescovo Petrus Benedicti
- Arcivescovo Abraham Angermannus
- Arcivescovo Petrus Kenicius
- Arcivescovo Olaus Martini
- Arcivescovo Laurentius Paulinus Gothus
- Vescovo Jonas Magni
- Arcivescovo Johannes Canuti Lenaeus
- Arcivescovo Johan Baazius il Giovane
- Arcivescovo Olov Svebilius
- Arcivescovo Erik Benzelius il vecchio
- Vescovo Jesper Svedberg
- Arcivescovo Johannes Steuchius
- Arcivescovo Karl Fredrik Mennander
- Arcivescovo Uno von Troil
- Arcivescovo Jacob Axelsson Lindblom